# Palolo zelený
Palolo zelený (Eunice viridis, synonymum Palola viridis) je mnohoštětinatec žijící na korálových útesech v teplých mořích Tichého oceánu (Fidži, Samoa, Indonésie). Je známý mimo jiné tím, že jeho rozmnožování je jako u nemnoha jiných živočichů ovlivňováno měsíčními fázemi.

## Vzhled
Palolo zelený má článkovité tělo dlouhé asi 30 cm. Poslední článek tvoří hlavu a vyrůstá z něj 5 tykadel, jedno dlouhé uprostřed obklopeno párem menších tykadel po obou stranách. Zbylé články tvoří zadeček (Epitoke), který je u samiččích jedinců modrozelený a u samčích světle hnědý. Každý jeho článek obsahuje buňky citlivé na světlo.

## Rozmnožování
Rozmnožování palola zeleného je řízeno fázemi Měsíce. V průběhu poslední čtvrti 12.–13. lunárního měsíce (obvykle v listopadu) se uvolní palolův červovitý zadeček naplněný pohlavními buňkami, začne se ve vodě svíjet a odplave z útesu pryč.
Když se zadečky dostanou na hladinu, postupně se jejich obaly rozpustí a pohlavní buňky se uvolní do vody. Z vajíček, které vzniknou jejich splynutím, se vyvinou malé larvy, které jsou spolu s ostatním planktonem unášeny oceánem. Ty se zachytí na korálových útesech a přemění se v dospělého mnohoštětinatého červa.
Původnímu jedinci, který zůstává přisedlý, zadeček opět doroste.

## Využití
Palolo zelený je využíván především jako potrava místních domorodých kmenů, které sbírají uvolněné zadečky plovoucí po hladině. Celý tento jev nastává jeden, výjimečně dva dny v roce. Trvá jen několik hodin do svítání. Příliv vyplaví zadečky na mělčinu. Zde je domorodci loví do sítěk za pomocí baterek, kdy zřejmě využívají citlivosti jednotlivých článků na světlo.
Jde o oblíbenou místní pochoutku, která obsahuje velké množství bílkovin a tuků.